# El Paso, Teksas
El Paso je grad u američkoj saveznoj državi Teksas, na rijeci Rio Grande. Rijeka ga razdvaja od meksičkog grada Ciudad Juáreza u saveznoj državi Chihuahua. Grad, koji se nalazi u podnožju planine Juárez, ima 606.913 stanovnika, čime je šesti po veličini u Teksasu i 22. u SAD-u. Zajedno s Ciudad Juárezom ima 2.049.648 stanovnika. Gradom prolazi međudržavna autocesta 10.
Ime grada dolazi od španjolskog El Paso de Norte, u značenju "put na sjever".

## Vanjske poveznice
- Službena stranica (engl.)

### Ostali projekti
|  | Zajednički poslužitelj ima još gradiva o temi El Paso, Teksas |